# Luidia foliolata
Luidia foliolata is een kamster uit de familie Luidiidae.
De wetenschappelijke naam van de soort werd in 1866 gepubliceerd door Adolph Eduard Grube.